# Esparadrapo

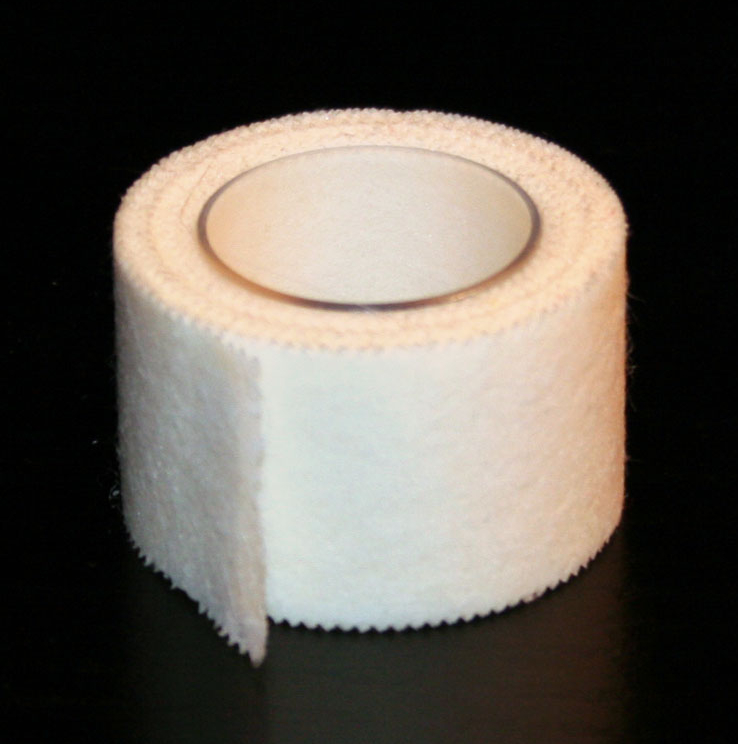
Um rolo de esparadrapo

O esparadrapo (português brasileiro) ou adesivo (português europeu) é uma fita flexível, com uma de suas superfícies coberta por uma substância colante que adere à superfície da pele, utilizado em primeiros socorros ou cirurgia. A largura, a cor e o material empregado no fabrico da fita pode variar, de acordo com a finalidade. Adesivos deste tipo encontram-se frequentemente em caixas de primeiros socorros.
Os esparadrapos mais comuns são vendidos em farmácias e drogarias, no formato de rolos, e geralmente embalados com uma capa plástica protetora em formato circular. Esparadrapos feitos com materiais mais sofisticados são usados em hospitais, atendendo principalmente vítimas de cortes e amputações causadas por cirurgias ou acidentes.
Os esparadrapos podem ser da cor branca, cor da pele ou transparente, e podem ser transparentes ao raio X, hipoalergênicos, extensíveis (permitindo a fixação em volta das articulações), e permeáveis ao ar.
Outra fita que adere e auxilia no tratamento de pequenos cortes é o band-aid (marca líder e sinônimo de curativo) e o seu uso é geralmente caseiro (band-aid (português brasileiro) ou penso rápido (português europeu)). Os band-aids possuem pequenos furos circulares que permitem a "respiração" do machucado. No centro da pequena fita fica localizado uma bolsa esponjosa e macia que absorve os possíveis líquidos do corte (como pequenas quantidades de sangue ou pus etc).

A fita cirúrgica primitiva, ou esparadrapo, provavelmente consistia em tiras de pano impregnadas com algum tipo de gesso ou goma pegajosa, que eram aplicadas sobre gazes ou curativos para mantê-los no lugar. Moldes de gesso sobre fraturas às vezes eram chamados de "curativos espanhóis"
Nos tempos modernos modernos, uma descrição italiana aparece no século XIII, onde a fita cirúrgica era registrada como sparadrappo , embora houvesse algumas variações ortográficas. Em francês, aparece pela primeira vez em 1314 como speradrapu , e em espanhol foi documentado como espadrapo por volta de 1495.
Linguisticamente, é possível que nas línguas românicas europeias  :
- o primeiro elemento linguístico spara poderia vir o latim separāre (separado), o próprio verbo parāre (preparar, organizar) e vinculado a uma raiz indo-européia por (Ə) ´ -1 (buscar, alienar).
- O segundo elemento vem do drappus latino (pano ou pano) e aparece no século V aC do escritor médico grego Oribasius , que especula que esse termo pode estar relacionado a uma palavra de empréstimo celta.

## Designação em Portugal e Brasil
Em Portugal, denomina-se esparadrapo o curativo constituído por um pedaço de pano ou outro material, untado com medicamentos geralmente sob a forma de unguento ou emplastro, e aplicado directamente sobre feridas.
No Brasil, enquanto o termo adesivo pode significar tanto o tipo esparadrapo quanto o tipo Durex, em Portugal não há diferença, pois todos os tipos são denominados como adesivo ou fita adesiva.

## Tipos de esparadrapos[1]
- Esparadrapos de tecido - indicado para obter uma fixação firme
- Esparadrapos de plástico - indicado para peles delicadas, não causam irritação ou incômodo
- Esparadrapos de papel - indicado para peles sensíveis e delicadas
- Esparadrapos de seda - indicado para peles muito sensíveis ou delicadas
- Esparadrapos de tecido acrílico - especialmente indicado para a fixação e compressão de suturas, por seu alto grau de adaptabilidade.